# Scaptia cinerea
Scaptia cinerea är en tvåvingeart som först beskrevs av Ricardo 1915.  Scaptia cinerea ingår i släktet Scaptia och familjen bromsar. Inga underarter finns listade i Catalogue of Life.